# The Killer Meteors
The Killer Meteors è un film del 1976 diretto da Lo Wei con protagonisti Jimmy Wang Yu e Jackie Chan nella veste insolita di personaggio negativo. Il film è conosciuto anche come Jackie Chan VS Jimmy Wang.

## Trama
Il prode Killer Meteor (Wang Yu), soprannominato così per via della sua misteriosa arma, che sguaina solo al momento del bisogno, è il terrore della regione e i criminali gli offrono tributi, purché gli conceda di vivere per almeno un altro anno, mantenendo però la promessa di non commettere più misfatti. Immortal Meteor (Jackie Chan) è il ricco signorotto del luogo, che ingaggia il cavaliere allo scopo di recuperare un antidoto contro il veleno somministratogli da sua moglie, Lady Tempest, che da mesi lo sta consumando. Il cavaliere scoprirà un intrigo che porterà alla luce la vera natura del malvagio Immortal Meteor. I due si affrontano in un fossato su cui sono piantati nella terra dei tronchi altissimi di legno.